# Telson

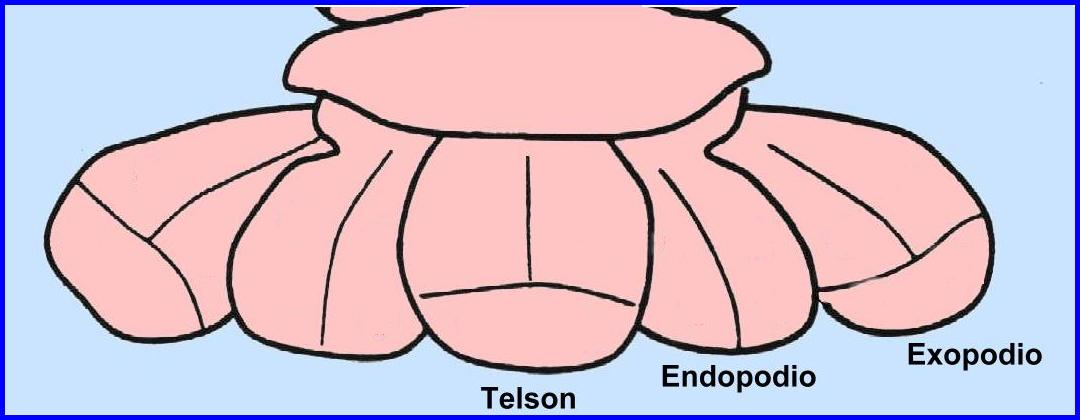
Exopodios, endopodios y telson (urópodo de un crustáceo).

El telsón o telson en una pieza o somita que se encuentra al final del abdomen de muchos artrópodos. No se considera un verdadero segmento porque no está presente en estado embrionario, y es homólogo al pigidio de los anélidos.
En arácnidos, y más concretamente en escorpiones, es la uña venenosa o aguijón con el que inyectan a sus víctimas; está detrás de los 6 segmentos que forman el postabdomen.
En crustáceos decápodos macruros, el telson es la pieza central de los urópodos, y es impar. Los urópodos son la parte final del cuerpo de los crustáceos; están a continuación del abdomen o pleon y normalmente son laminares o aplanados; el telson junto con los urópodos, presentan forma de abanico, por lo que se les denomina también abanico caudal; en ocasiones utilizan estos apéndices para ayudarse en sus desplazamientos (natación), ya que con un movimiento brusco del abdomen, del telson y de los urópodos consiguen propulsarse rápidamente hacia atrás. 
Ventralmente, en la base del telson se encuentra el ano (final del tubo digestivo).
- Datos: Q952557
- Multimedia: Telsons / Q952557